# Excepcionalismo nicaragüense
El excepcionalismo nicaragüense es la creencia de que Nicaragua es una nación excepcional, diferente de sus vecinos centroamericanos, a pesar de la historia compartida en la República Federal de Centroamérica y la integración regional en el Sistema de la Integración Centroamericana. Este concepto difiere del excepcionalismo de otras naciones principalmente porque su base se basa únicamente en las acciones e instituciones implementadas desde que el gobierno sandinista tomó el poder en la revolución de 1979, y nuevamente en 2006 después de pasar el poder a la Unión Nacional Opositora. La diferencia aquí es que la mayoría de los reclamos nacionalistas de excepcionalismo se originan en la fundación de naciones y/o el desarrollo de sus culturas debido a largas historias.
Nicaragua, considerada una excepción en el panorama actual de violencia distópica que aflige a la América Central contemporánea, es a menudo aclamada como «el país más seguro de América Latina (a pesar de ser también el más pobre)». Otras afirmaciones de excepcionalismo incluyen el concepto de que Nicaragua es altamente resistente al narcotráfico en comparación incluso con vecinos más ricos como Costa Rica y Panamá. Incluso los medios occidentales se han basado en esta noción al informar sobre por qué los niños nicaragüenses no están migrando a los Estados Unidos en la crisis migratoria estadounidense de 2014 para huir de la violencia del narcotráfico (a pesar de que hay una fuerte inmigración nicaragüense a la vecina Costa Rica).